# Patriarchal-Exarchat Istanbul
Das Patriarchal-Exarchat Istanbul ist ein immediates Exarchat der Melkitischen Griechisch-katholischen Kirche in Istanbul. Es untersteht unmittelbar dem Melkitischen Patriarchen von Antiochien. 
Von 1946 bis September 1955 war Archimandrit Maximos Mardelli Patriarchal-Exarch. Patriarchal-Administrator ist seit dem 16. April 2016 der aus Mexiko stammende Bischof Rubén Tierrablanca González OFM.